# Вільям Гунт
Вільям Гунт (дати народження і смерті невідомі) — англійський архітектор XIX століття.
У 1820-х роках на запрошення графа Михайла Воронцова приїхав до Російської імперії в Алупку, де під його керівництвом за проектом архітектора Едварда Блора зводився Алупкинський палацово-парковий комплекс (Воронцовський палац і Алупкинський парк). Автор проекту і керівник будівництва бібліотечного, Шуваловського, господарського корпусів, башти біля в'їзних воріт, павільйону в парку, Бахчисарайського дворика (1846). Був на службі у Воронцова до початку 1850-х років і за споруди в Алупці отримав від графа довічну пенсію в розмірі 1 тисяча рублів.
Крім будівель в Алупці впродовж 1831—1836 років керував будівництвом будинку Голіцина в Гаспрі (тепер санаторій «Ясна Поляна»), спостерігав за деякими будівлями в Мухалатці і Сімеїзі.